# L'Impératrice Eugénie entourée de ses dames d'honneur
L'Impératrice Eugénie entourée de ses dames d'honneur est un tableau peint par Franz Xaver Winterhalter en 1855 conservé au château de Compiègne. Commandé par Eugénie de Montijo, il s'agit de l'une des peintures les plus célèbres du peintre allemand spécialiste des portraits.

## Historique du tableau

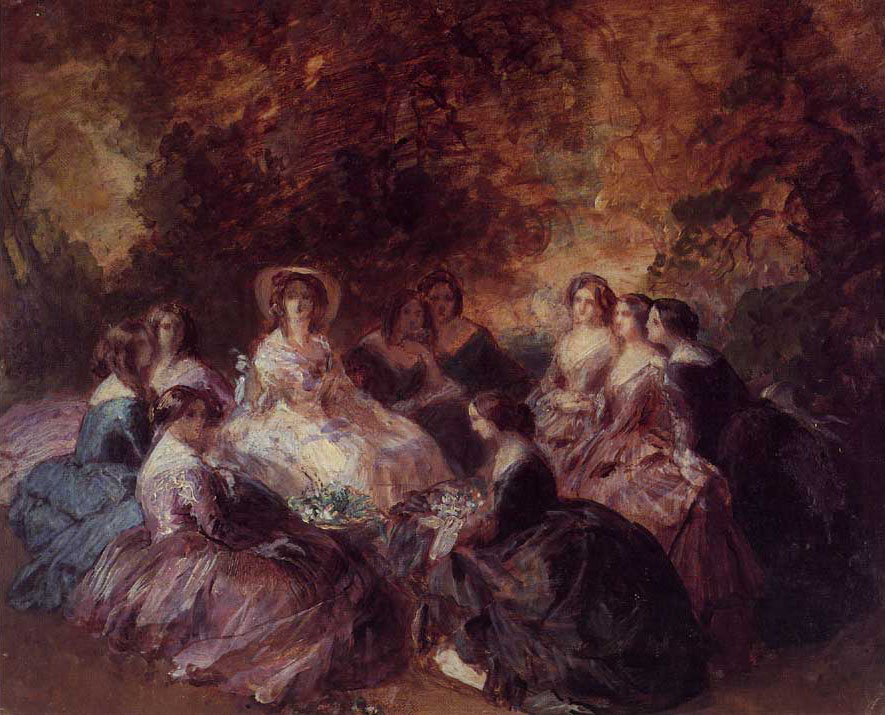
Esquisse du tableau, collection du prince Fürstenberg, Donaueschingen.

Le tableau est commandé par l'impératrice Eugénie de Montijo afin d'être exposé au salon de peinture de l'Exposition universelle de 1855 qui ouvre au mois de mai. Le tableau doit représenter la souveraine au milieu de ses dames de compagnie qui se relaient autour d'elle tout au long de la semaine. Elles sont au nombre de 10 lorsqu'une première esquisse est réalisée par le peintre. Cependant, la septième dame du palais, Léonie Bugeaud de la Piconnerie d’Isly, comtesse Feray (fille du Maréchal Bugeaud), démissionne en janvier 1855 ce qui oblige le peintre à repenser entièrement la composition du tableau en quelques semaines. Il parvient à l'achever en quatre mois avec l'aide de son atelier pour être prêt à l'ouverture de l'exposition.
L'accueil du tableau est mitigé. La critique parisienne ne manque pas de souligner l'aspect bâclé du tableau et lui reproche de s'être trop intéressé aux détails des robes plus qu'aux caractères de ses personnages. Il rencontre par contre un vif succès auprès du grand public ainsi que dans les milieux de la cour impériale, le tableau symbolisant les fastes du nouveau régime. Il est ensuite exposé au Kunstverein de Vienne en 1856. Très diffusé sous la forme d'estampes, il devient le symbole de la fête impériale.
Le tableau est envoyé au château de Fontainebleau au plus tard en 1865. Propriété personnelle d'Eugénie, il lui est restitué en 1881 à l'occasion de la liquidation de la liste civile. Elle le conserve dans sa demeure anglaise de  Farnborough Hill. Il est vendu à Londres le 1er juillet 1927 chez Christie's avec le reste de la collection de l'ancienne impératrice (lot 98). Il est alors acquis par la baronne d'Alexandry d'Orengiani avec l'aide financière du vicomte de Noailles, du baron de Beauverger et du comte de Cambacérès et en fait don au château de Malmaison pour y intégrer la collection Napoléon. Il est mis en dépôt au château de Compiègne, au sein du musée du Second Empire, en 1952.

## Sujet et composition
La scène, baignée d'une lumière froide et vive, représente Eugénie de Montijo, impératrice depuis deux ans, entourées de ses neuf dames d'honneurs dans un décor champêtre fictif. Elle est représentée avec une couronne de chèvrefeuille sur la tête et un rameau de cette même plante dans la main, faisant office de sceptre. Elle domine légèrement les autres personnages. Elle est tournée vers la grande maîtresse de sa maison, à sa droite, Anne Debelle, princesse d'Essling (1802-1887), femme de François Victor Masséna. À sa gauche, se tient sa dame d'honneur, Pauline van der Linden d’Hooghvorst, duchesse de Bassano (1814-1867), épouse de Napoléon Maret. En contrebas, se trouvent les dames du palais, qui suivent quotidiennement l'impératrice : à gauche, Jane Thorne, baronne de Pierres (1821-1873), épouse de Stéphane de Pierres et Louise Poitelon du Tarde, vicomtesse de Lezay-Marnésia (1826-1891), femme de Joseph-Antoine-Albert de Lezay-Marnésia ; au centre, Adrienne de Villeneuve-Bargemont, comtesse de Montebello (1826-1870), épouse de Gustave Olivier Lannes de Montebello et à droite, Anne Eve Mortier de Trévise, marquise de Latour-Maubourg (1829-1900), épouse de César de Faÿ de La Tour-Maubourg,  Claire Émilie MacDonell, marquise de Las Marismas de Guadalquivir (1817-1905), femme d'Alexandre Aguado Moreno et derrière elles, debout, Nathalie de Ségur, baronne de Malaret  (1827-1910), épouse de Paul Martin d'Ayguesvives (et fille de la comtesse de Ségur),.

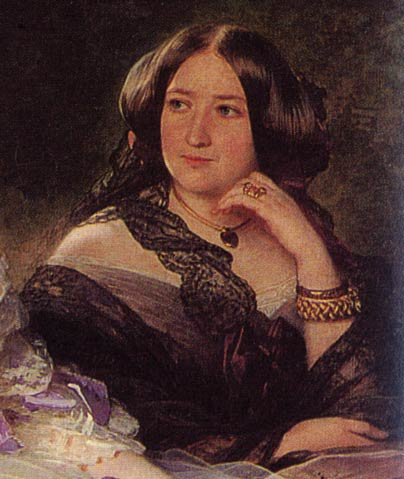
Pauline van der Linden d'Hooghvorst, duchesse de Bassano.
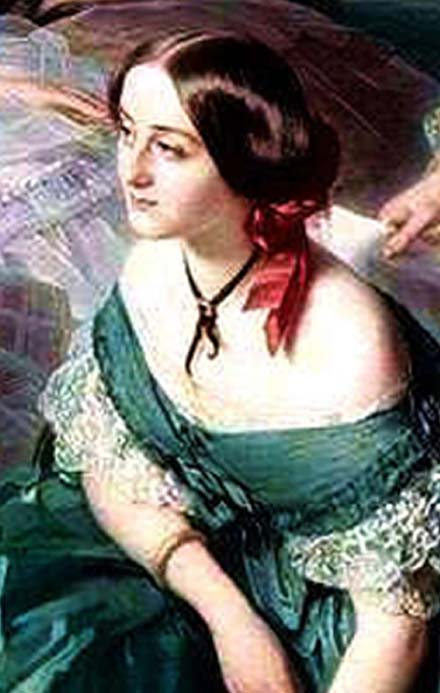
Adrienne de Villeneuve-Bargemon, comtesse de Montebello.
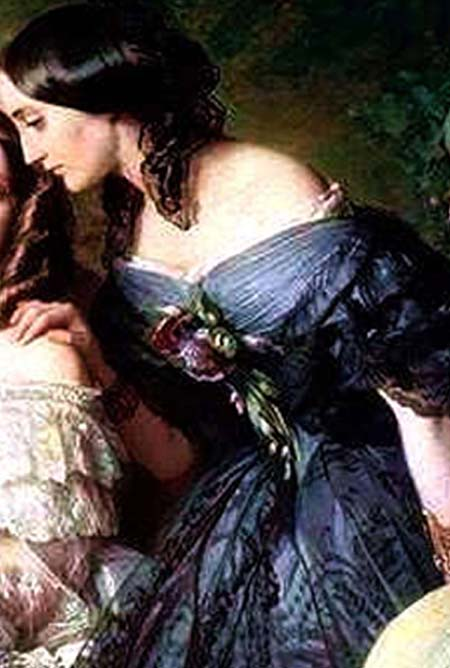
Anne Ève Mortier de Trévise, marquise de Latour-Maubourg.
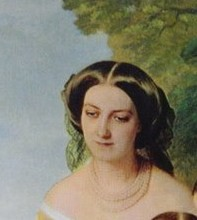
Nathalie de Ségur, baronne de Malaret.

Sa composition, intégrant de nombreux personnages, rappelle d'autres tableaux de Winterhalter : Le Décaméron, un des premiers succès du peintre. Dans ces deux tableaux, de même que dans Il dolce farniente de sa période italienne, le paysage forme un simple décor placé derrière les personnages, comme sur la scène d'un théâtre. Il est d'ailleurs rapidement exécuté et contient encore des coulures. Les personnages donnent l'impression d'être disposés sur un plan incliné pour justifier l'ordre protocolaire. Les toilettes sont par contre beaucoup plus détaillées avec des crinolines, des volants et des ruchés de couleurs vives. Une rumeur a laissé entendre rétrospectivement que les modèles présents dans ce tableau avaient aussi servi de modèle dans une autre œuvre de Winterhalter, de peu antérieure, Florinde (Royal Collection, 1852), qui reprend la même composition. Cette comparaison n'a pas manqué de faire scandale car les femmes sont représentées nues dans cette dernière œuvre.

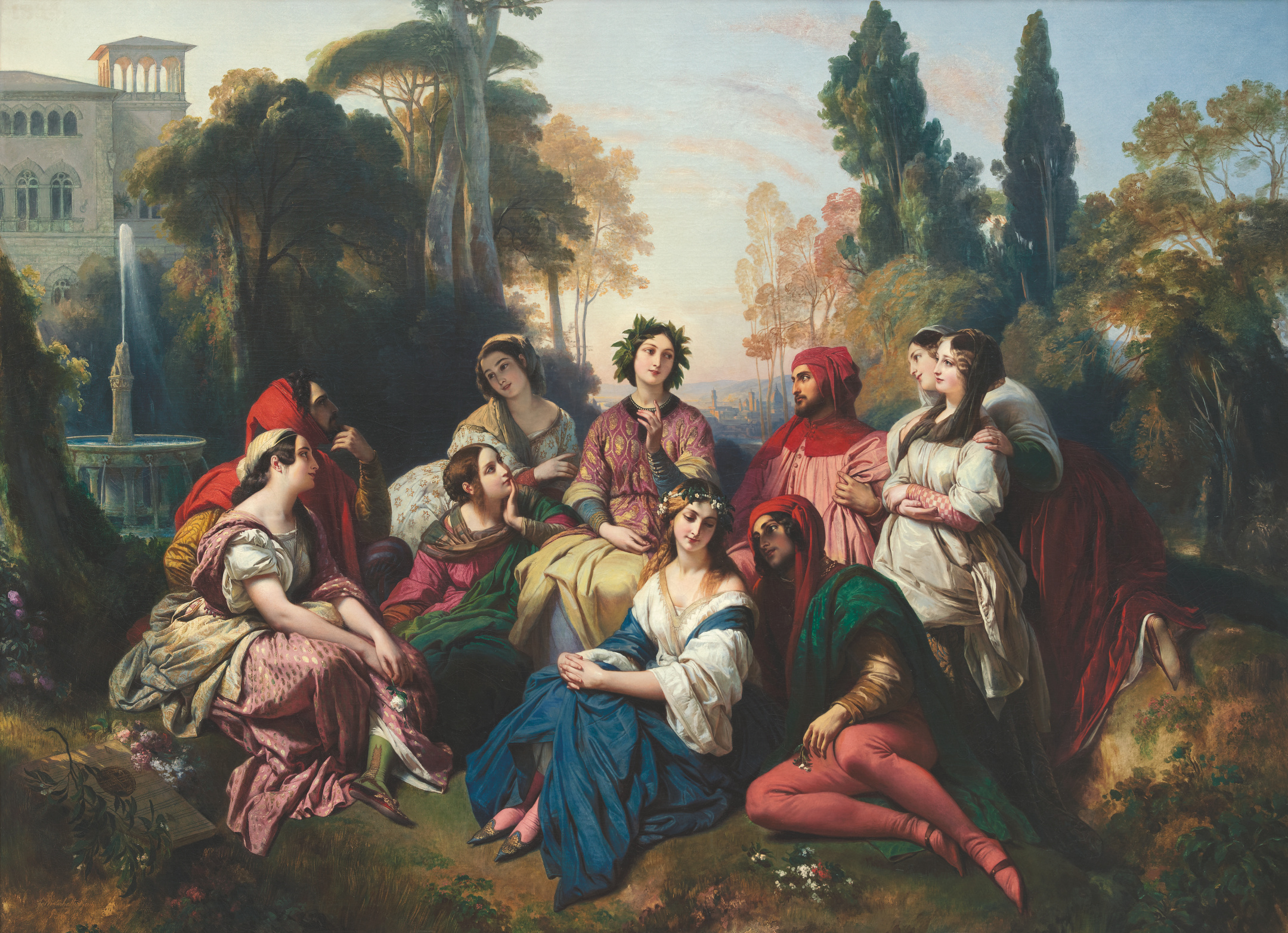
Le Décaméron (1837), Musée Liechtenstein, Vienne (Autriche).
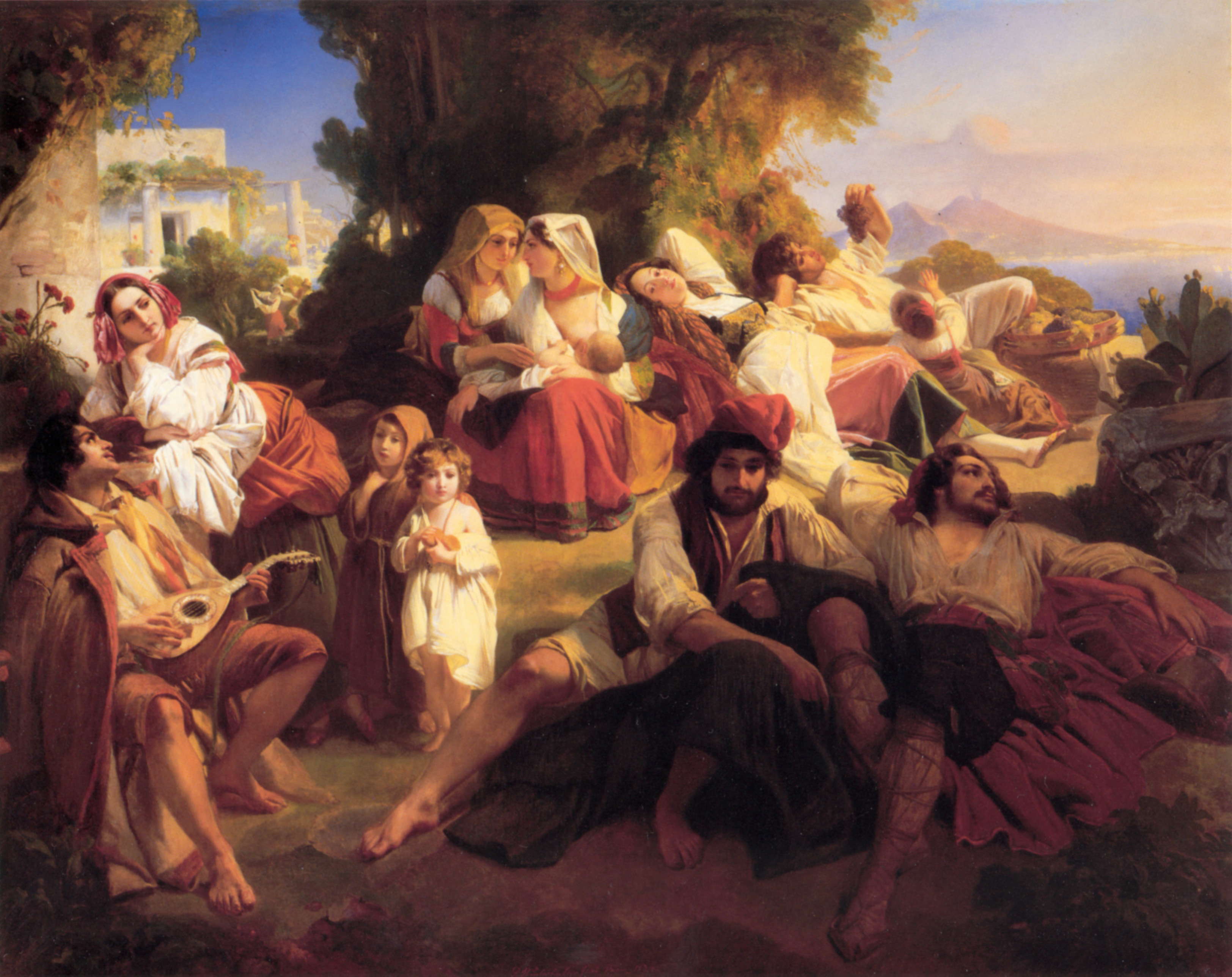
Il dolce farniente (1836), coll. part.
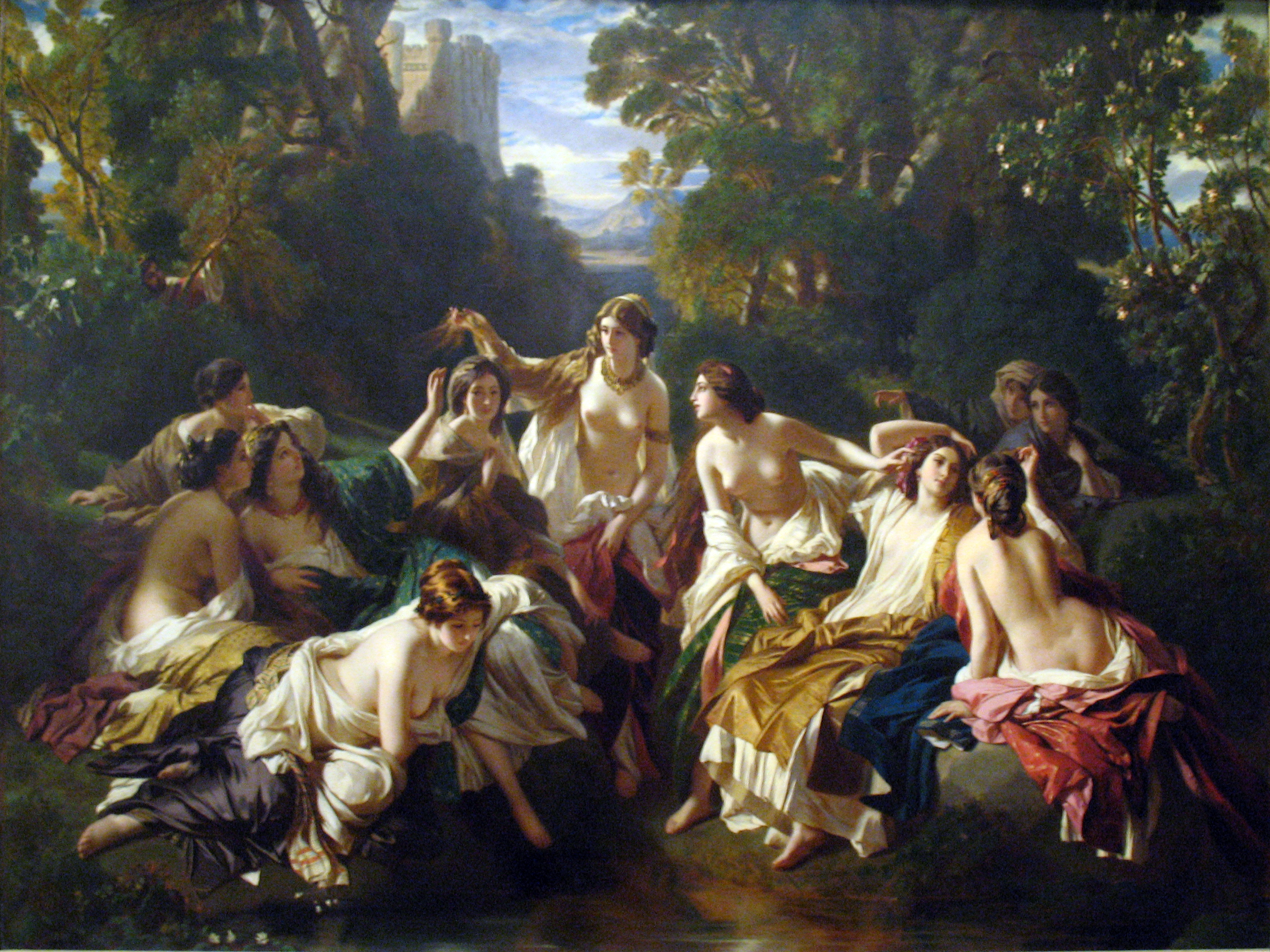
La Florinde (1853), exemplaire du Metropolitan Museum of Art, New York.

## Œuvres en rapport
En plus de l'esquisse déjà mentionnée, un dessin et une petite toile autographes réalisés la même année sont conservés dans des collections privées.
Une copie datée de 1868 et de dimension identique à l'originale, propriété du collectionneur Christopher Forbes (en), est passée en vente le 6 mars 2016 chez Osenat à Fontainebleau, acquis pour 120 000 €. Une copie à l'aquarelle signée de Johann Horrak (1815-1870) et datée de 1857 est conservée dans la Royal Collection.